# Sulcoretepora anisopora
Sulcoretepora anisopora is een mosdiertjessoort uit de familie van de Cystodictyonidae. De wetenschappelijke naam van de soort is voor het eerst geldig gepubliceerd in 1902 door Condra.